# オーム電機 (東京都)
株式会社オーム電機（オームでんき、英: OHM ELECTRIC INC.）は、家電・AV機器等の開発・製造・販売を主な事業とする電気用品のメーカー・ベンダー（製造業+卸売業）である。

## 概要
1955年に家電製品の小売店として創業し、 1974年にオーディオキット・パーツの製造卸を開始して業種を転換する。
1978年に開発した超薄型ステレオ「ブックコンポ」などオーディオ用品の他に家庭用配線器具、電話機、OA用品など様々なオリジナル商品を開発した。現在は北海道、岩手県、茨城県、埼玉県、佐賀県、兵庫県に各地域事業所を開設し、携帯ラジオやラジカセ、ヘッドフォンなどのオーディオ関連から照明器具、乾電池、電球、LED電球、理美容関連商品など日用品まで幅広く取り扱い、全国規模の物流ネットワークを活用して小売店や市場ニーズに対応している。
静岡県浜松市の重電・産業用電気機器メーカーであるオーム電機株式会社（OHM Electric Co., Ltd）は、関係を有さない別企業体である。

## 沿革
1955年、新里和英によって東京都で創業。当初は、幅半間・奥行き一間半の小規模な店舗で、松下電器（現・パナソニック）の乾電池を販売しながら、ラジオの修理を行っていた。
高度経済成長期に入り、家電の普及が進む中で、新里は「生活に必要なものを適正な価格で提供すれば、人々の暮らしが豊かになり、日本経済の発展にも貢献できる」と考え、メーカーとしての事業展開を決意。1974年にオーディオキット・パーツの製造卸を開始し、メーカー業への転換を図った。
- 1955年（昭和30年）11月 - 東京都北区桐ケ丘でオーム電機を創業。
- 1958年（昭和33年）8月8日 - 有限会社オーム電機商会（オームでんきしょうかい）を資本金50万円で設立。
- 1971年（昭和46年）5月 - 本社を東京都豊島区池袋へ移転する。
- 1974年（昭和49年）9月 - オーディオキット・パーツの製造卸を開始。
- 1975年（昭和50年）
  - 9月 - 田中商事株式会社を買収し、株式会社オーム電機に社名変更。
  - 10月 - 電気用品の輸入を始める。
- 1978年（昭和53年）9月 - 超薄型ステレオ「ブックコンポ」を開発。
- 1979年（昭和54年）3月 -「ブックコンポ」をアメリカとヨーロッパへ輸出する。
- 1988年（昭和63年）11月 - 東北事業所を岩手県北上市に開設。
- 1989年（平成1年）11月 - 中国事業所を岡山県倉敷市に開設。
- 1990年（平成2年）8月 - 関東事業所を埼玉県北埼玉郡に開設。
- 1991年（平成3年）11月 - 株式会社オーム電機が有限会社オーム電機商会を吸収し、両社が合併。
- 1993年（平成5年）11月 - 新潟事業所を新潟県西蒲原郡に開設。
- 1994年（平成6年）6月 - 北九州事業所を福岡県京都郡に開設。
- 1995年（平成7年）
  - 4月 - 嵐山事業所を埼玉県比企郡に開設。
  - 5月 - 三重事業所を三重県員弁郡に開設。
  - 9月 - 札幌事業所を北海道石狩市に開設。
- 1996年（平成8年）1月 - 茨城事業所を茨城県牛久市に開設。
- 1997年（平成9年）1月 - 吉川事業所を埼玉県吉川市に開設。
- 1998年（平成10年）8月 - 中国事業所を三重事業所に統合。
- 1999年（平成11年）2月 - 嵐山事業所を茨城事業所に統合。
- 2002年（平成14年）10月 - 新潟事業所を関東事業所に統合。
- 2005年（平成17年）2月 - 西日本事業所を兵庫県三木市に開設。
- 2011年（平成23年）
  - 3月 - 九州事業所を佐賀県鳥栖市に開設。
  - 4月 - 北九州事業所を九州事業所に統合。
- 2012年（平成24年）7月 - 東北事業所を岩手県北上市内へ移転。
- 2015年（平成27年）10月 - 三重事業所を西日本事業所に統合。

## 事業所
- 札幌事業所 - 北海道石狩市新港西2-786-3
- 東北事業所 - 岩手県北上市相去町山根梨の木43-151
- 茨城事業所 - 茨城県牛久市奥原町1650-85 つくば南奥原工業団地
- 関東事業所 - 埼玉県加須市豊野台1-563-5
- 吉川事業所 - 埼玉県吉川市旭3-8 東埼玉テクノポリス
- 九州事業所 - 佐賀県鳥栖市原町長田1906
- 西日本事業所 - 兵庫県三木市志染町戸田字中尾1838-231

## 主な製品と実績

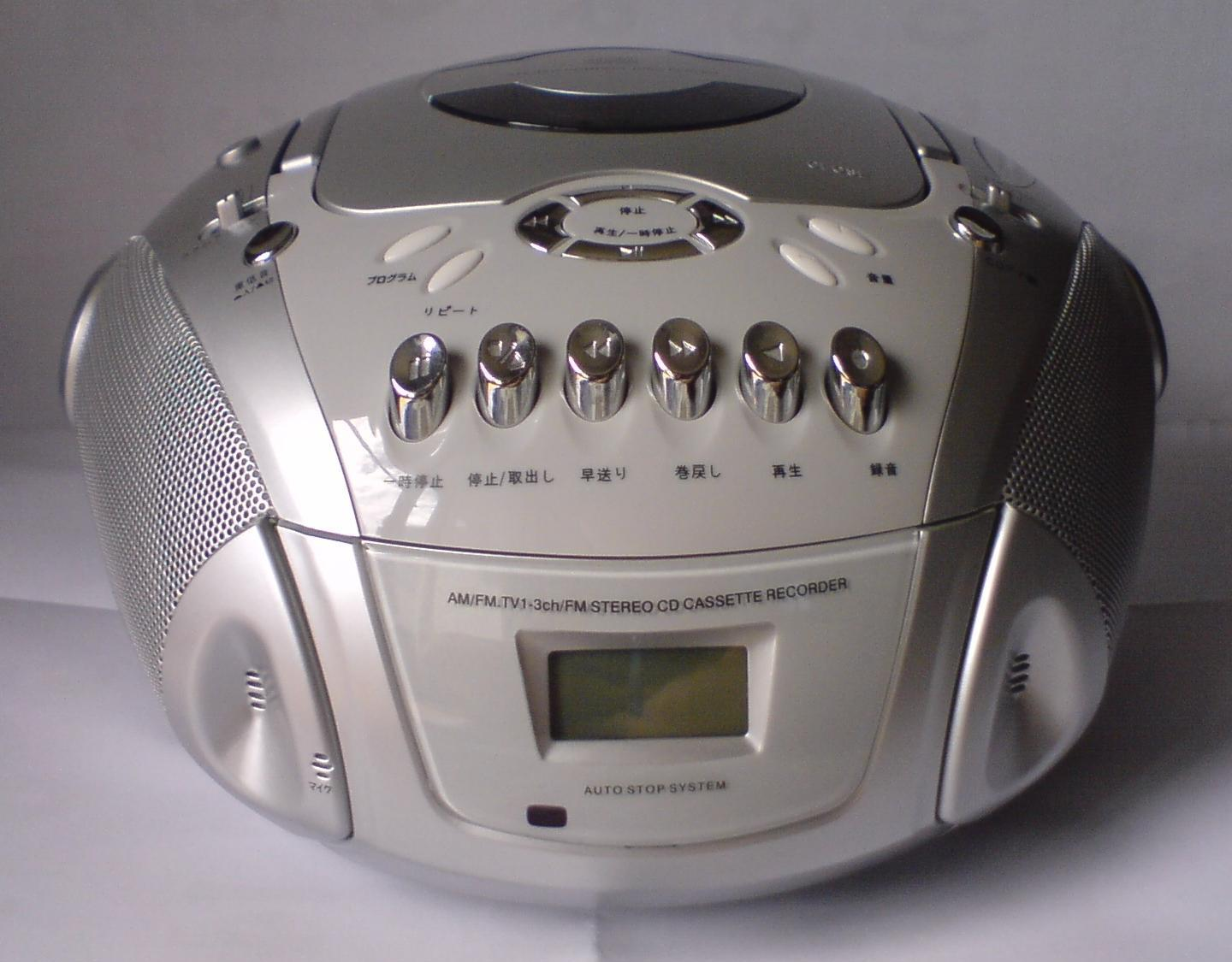
ラジカセ MCDK-555M（2006年）

オーム電機は、オーディオ機器、照明機器、LED電球、白熱球、蛍光灯、LEDデスクライト、ルーペ、電源タップ、センサーライト、配線モール、電池、テスター、懐中ライト、互換インクカートリッジ、シュレッダー、パソコン周辺機器、ゲーミング機器、理美容家電、調理家電、植物育成ライトなど、幅広い製品を展開している。
また、製品カテゴリーごとに複数のプライベートブランドを展開しており、以下のブランドがある。  
- AudioComm（オーディオコム） - オーディオ機器
- E-Bright（イーブライト） - 照明機器
- L-ZOOM（エルズーム）- ルーペ
- monban（モンバン） - セキュリティ機器
- PCGEAR（ピーシーギア） - パソコン周辺機器
- OffiStyle（オフィスタイル） - オフィス機器
- Iberis（イベリス） - 美容家電
- PULMORE（プルモア） - 調理家電

特に、LEDデスクライト市場では高いシェアを誇る。家電量販店やネットショップの実売データを集計する「BCNランキング」によると、2022年1月時点での同社の販売台数シェアは33.4%であったが、その後拡大し、2023年5月には47.1%に達した。2023年11月時点では40.8%のシェアを維持し、同市場における主要メーカーの一つとなっている。

## 受賞歴
- 2024年 - 「LED電球（定格寿命20,000時間）」がグッドデザイン賞を受賞[2]

## その他
- 風評被害 - オウム真理教事件で他のオウム真理教と同音の企業と同様に問い合わせや風評被害を多数被り、段ボール箱に印刷された社名を粘着テープで隠して新たな段ボール箱に「発売元OHM」と表記し、「弊社はいかなる【宗教団体】とも関係ございません」と記したシールを作成するなど対策に追われた[3]。

- 排除命令 - 公正取引委員会は2007年11月20日に、当社が販売する「124S 超音波蚊よけ器」「OMR-03 ミニライト付き蚊よけ器」は、製品パッケージに記された効果を実際は得られず不当景品類及び不当表示防止法に違反するため、一般消費者へその旨を公示することなどの排除命令を行った[4]。 商品の包装に「蚊をシャットアウト」「蚊が逃げる!」「血を吸うメスの蚊が嫌う周波数の音波を発生」などの文言を記載していたが、音波は発生するものの蚊を寄せ付けない効果は認められなかった。